# Zsó-barlang
A Zsó-barlang a Duna–Ipoly Nemzeti Parkban lévő Pilis hegységben, az Oszolyon található egyik barlang. Turista útikalauzokban is be van mutatva és bejáratát régóta ismerik.

## Leírás
Csobánka külterületén, Margit-ligeten helyezkedik el. Az oszolyi Odúsortól három méterre keletre, sziklafal alján, a Kis-áthajlás alatt van természetes jellegű, nyugatra néző bejárata. Felső triász tömött fehér vastagpados dachsteini mészkőben jött létre a 12 méter hosszú és 2,5 méter magas barlang. A bejárattól egy méterre egy nagyon szűk kúszójáratban folytatódik az inaktív forrásbarlang. A barlang repedéseit kalcit tölti ki és az alja köves, humuszos. Bejárásához barlangjáró alapfelszerelés ajánlott. Javasolt térdvédő használata.
1971-ben volt először Zsó-barlangnak nevezve a barlang az irodalmában. Előfordul irodalmában Oszolyi-rókaluk (Kraus 1997), Oszolyi-rókalyuk (Kordos 1981) és Zsó barlang (Kordos 1971) neveken is.

## Kutatástörténet
A barlangbejáratot régóta ismerik. Az 1967-ben napvilágot látott Pilis útikalauz című könyvben az jelent meg, hogy az Oszoly Csobánkára néző nyugati oldalán, az erdővel körülvett mészkősziklák között több jelentéktelen üreg található. Valószínűleg 1968-ban bontották ki a bejáratot a Vörös Meteor barlangkutatói és sziklamászói. 1969-ben Kordos László mérte fel fix pontokkal, bányászkompasszal és ebben az évben a felmérés alapján Kordos László rajzolta és szerkesztette meg alaprajz térképét és kifejtett hosszmetszet térképét, amelyek 1:100 méretarányban készültek. A felmérés szerint 12 méter hosszú és 2,5 méter mély. Az 1969. évi Karszt- és Barlangkutatási Tájékoztatóban publikált közlemény szerint 1969 augusztusában a Szpeleológia Barlangkutató Csoport a Kevélyekben szervezett tábor során fix pontokat helyezett el az Oszoly és az Oszoly-oldal 8 kisebb-nagyobb üregében.
1970. február 22-én, 1970. március 22-én és 1970. április 26-án Assmann-féle aspirációs pszichrométerrel Kordos László, valamint Welker P. végeztek klimatológiai méréseket a felszínen és a barlangban. A Szpeleológia Barlangkutató Csoport 1970. évi jelentésében részletes leírás található a barlangról és kutatástörténetéről. A jelentésben az olvasható, hogy a barlang egy nagyon lapos, 1,2 méter széles kúszójárattal kezdődik, majd a vége kissé felmagasodik, itt fel lehet ülni. Valószínűleg hévizes eredetű roncsbarlang, amelynek végén elaggott cseppkőlefolyás figyelhető meg. Teljesen száraz, néha víz gyöngyözik a falakon. Bejárásához barlangkutató ruha és lámpa ajánlott. A barlangtól északra, körülbelül három méterre található az Odúsor. A jelentés mellékletébe bekerültek az 1969-es térképek.
Az 1974-ben megjelent Pilis útikalauz című könyvben, a Pilis hegység és a Visegrádi-hegység barlangjainak jegyzékében (19–20. old.) meg van említve, hogy a Pilis hegység és a Visegrádi-hegység barlangjai között vannak az Oszoly barlangjai. A Pilis hegység barlangjait leíró rész szerint a Csobánka felett emelkedő Oszoly sziklái között másféltucat kis barlang van. Ezeket a Szpeleológia Barlangkutató Csoport térképezte fel és kutatta át rendszeresen. E kis barlangok többsége nem nagyon látványos, de meg kell említeni őket, mert a turisták, különösen a sziklamászók által rendszeresen felkeresett Oszoly sziklafalaiban, valamint azok közelében némelyikük kitűnő bivakolási lehetőséget nyújt. Az Odúsortól 3 m-re, a Kis-áthajlás alatt 1 m széles, lapos járattal kezdődő, a vége felé kissé magasodó, 12 m hosszú üreget bontottak ki a Vörös Meteor barlangkutatói.
Az 1975. évi MKBT Beszámolóban publikálva lett az 1970. évi jelentés barlangra vonatkozó része a jelentés mellékletében lévő térképekkel együtt. A kiadványban van egy helyszínrajz, amelyen a Csúcs-hegy és az Oszoly barlangjainak földrajzi elhelyezkedése látható. A rajzon megfigyelhető a Zsó-barlang földrajzi elhelyezkedése. A Bertalan Károly által írt és 1976-ban befejezett kéziratban az olvasható, hogy a Pilis hegységben, a Kevély-csoportban, Pomázon helyezkedik el a Zsó-barlang (ideiglenes elnevezés). Az Oszoly meredek letörésénél, a Kis-áthajlás alatt van 1,2 m széles és nagyon lapos bejárata. A barlang 12 m hosszú és 2,5 m mély. Valószínűleg hévizes eredetű a barlangroncs. A kézirat barlangra vonatkozó része 1 irodalmi mű alapján lett írva.

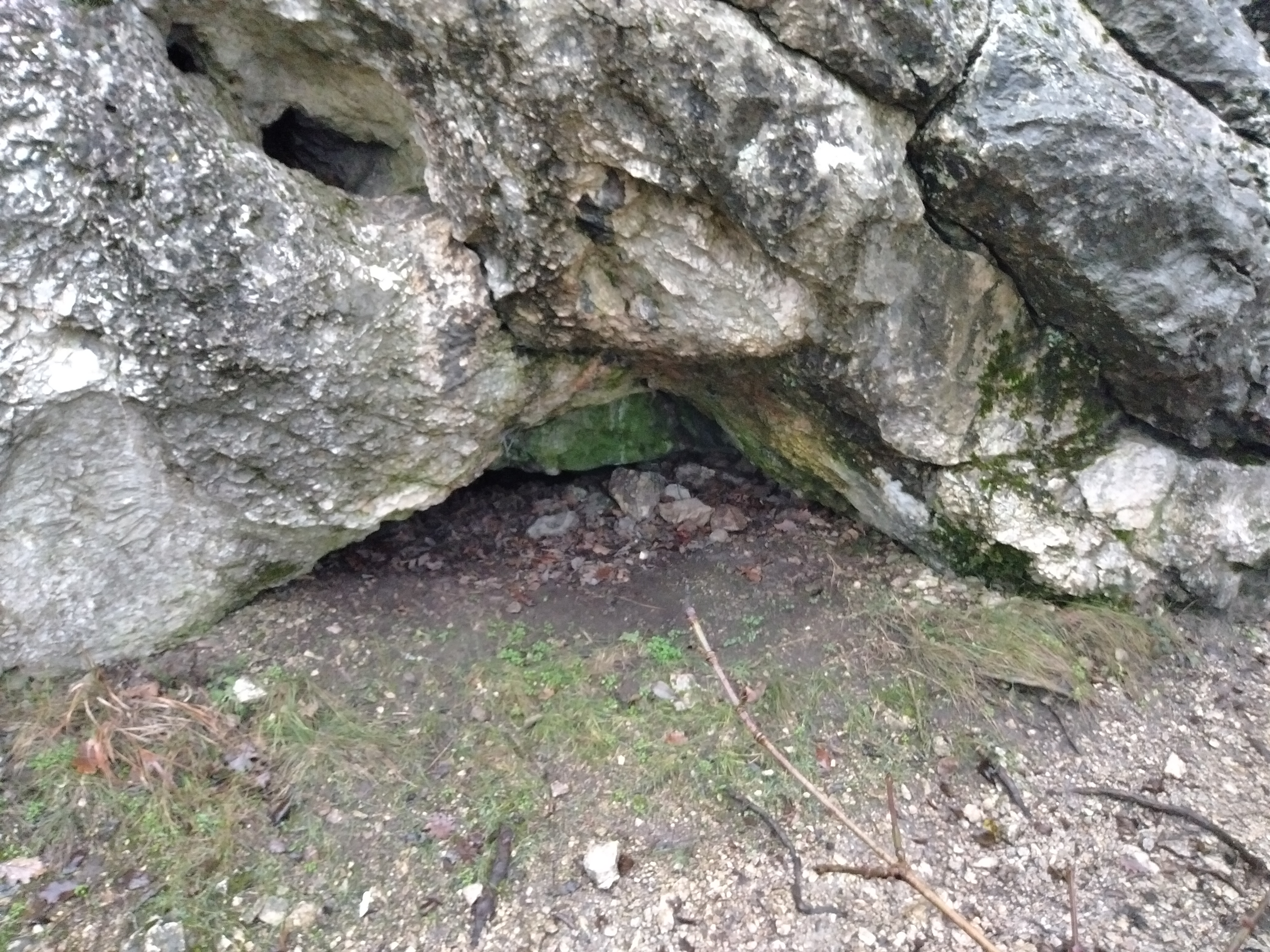
A Zsó-barlang eleje

Az 1981. évi Karszt és Barlang 1–2. félévi számában nyilvánosságra lett hozva, hogy az Oszolyi-rókalyuknak 4820/17. a barlangkataszteri száma. Az 1984-ben napvilágot látott Magyarország barlangjai című könyv országos barlanglistájában szerepel a Pilis hegység barlangjai között a barlang Oszolyi-rókalyuk néven Zsó-barlang névváltozattal. A listához kapcsolódóan látható a Dunazug-hegység barlangjainak földrajzi elhelyezkedését bemutató 1:500 000-es méretarányú térképen a barlang földrajzi elhelyezkedése. 1990-ben Kárpát József rajzolt egy áttekintő térképet, amelyen megfigyelhető az oszolyi sziklamászó-iskola barlangjainak földrajzi elhelyezkedése. Ezen a térképen látható a Zsó-barlang földrajzi elhelyezkedése.
Kárpát József 1990-ben készült kéziratában az van írva, hogy a Zsó-barlang (Csobánka) bejárata a Delago-odútól D-re 20 m-re, az Oszoly mászóiskola falának tövében, a mászóiskola D-i végénél van. Az 1,3 m széles és 0,6 m magas bejárat az Odúsor nevű sziklamászóúttól D-re 5 m-re helyezkedik el. A 12 m hosszú és 3 m mély barlang jellege arra utal, hogy egykor forrásbarlang volt, amely jelenleg már inaktív. Nagyon lapos kúszójárattá szűkül a bejárata 1 m után. Borsókő, fosszilis cseppkőbekérgezés és oldásformák figyelhetők meg a barlangban. Humusz és kőzettörmelék a kitöltése. Nincsenek benne rongálási nyomok. Kényelmetlenül járható, mert szűk. A kéziratba bekerült az oszolyi sziklamászó-iskola térképe, amelyet Kárpát József rajzolt 1990-ben. A Kárpát József által írt 1991-es összeállításban meg van említve, hogy a Zsó-barlang (Csobánka) 12 m hosszú és 3 m mély. Az 1991-ben megjelent útikalauzban meg van ismételve az 1974-es útikalauzban lévő barlangismertetés és az Oszoly barlangjainak általános ismertetése.
Az 1996. évi barlangnap túrakalauzában meg van ismételve az 1991-ben kiadott útikalauzban lévő barlangismertetés és az Oszoly barlangjainak általános ismertetése. 1997. június 6-án Kárpát József 1990-es oszolyi áttekintő térképe alapján Kraus Sándor rajzolt helyszínrajzot, amelyen az oszolyi sziklacsoportok D-i részén lévő barlangok földrajzi elhelyezkedése van ábrázolva. A rajzon megfigyelhető a Zsó-barlang földrajzi helyzete. Kraus Sándor 1997. évi beszámolójában az olvasható, hogy az 1997 előtt is ismert Zsó-barlangnak volt már térképe 1997 előtt. Az Oszolyi-rókaluk nem azonosítható, további kutatást igényel. A jelentésbe bekerült az 1997-es helyszínrajz. A 2005-ben megjelent Magyar hegyisport és turista enciklopédia című könyvben meg van említve, hogy az Oszoly erdejében elszórtan sziklatömbök és kis barlangnyílások váltogatják egymást.